# Niedualność
Niedualność – stan psychologiczny i fizyczny zarazem, w którym świadomość, obserwator oraz świadomość obserwowanego obiektu są nierozdzielne. Mentalny stan niedualności może być na tyle intensywnie świadomy, że staje się fizycznym stanem niedualizmu i przyczynia się np. do poprawy warunków życia.
Stan niedualny logicznie jest poza nazwami, koncepcjami i myślami, chociaż nazwy, koncepcje i myśli mogą się w nim przejawiać. W związku z tym wszelkie dalsze rozważania oparte na werbalizacji i konceptualizacji zjawisk zachodzących w niedualiźmie nie mają sensu jeśli chodzi o „pogłębianie” stanu niedualnego. Zatem jest to osobiste, pełne głębokiego wyrazu doświadczenie. Doświadczenie niedualizmu nawet jako przebłysku „osiągane” jest nie poprzez wysiłek skupienia czy koncentracji umysłu a poprzez rozpoznanie stanu faktycznego.
Stan niedualności może być rozumiany jako zwieńczenie poszukiwań duchowych, jak pisze ojciec benedykt Bede Griffiths - „racjonalny umysł czerpie z doświadczenia naszych zmysłów i przez to ze swej natury musi być dualistyczny. Widzi on wszystko w kategoriach przeciwstawieństw: ducha i materii, przedmiotu i podmiotu, prawdy i błędu, dobra i zła.” 
Niedualność występuje we wszystkich zaawansowanych systemach duchowych i jako taka jest celem ostatecznym najróżniejszych praktyk przygotowujących adeptów do rozpoznania, zaufania i utrzymania stabilności w tym stanie. 
Konferencja światowa Science and Nonduality od lat skupia osoby i społeczności zainteresowane oraz aktywne w tej dziedzinie.